# Цапник Ян Юрійович
Ян Юрійович Цапник (нар. 15 серпня 1968, Іркутськ, РРФСР, СРСР) — радянський і російський актор театру та кіно. Занесений до Переліку осіб, які створюють загрозу нацбезпеці України. Заборонено в'їзд в Україну. Фігурант бази «Миротворець».

## Життєпис
Народився 15 серпня 1968 року. в сім'ї народного артиста Росії — Юрія Цапника.
Закінчив Російський державний інститут сценічних мистецтв (курс В. В. Петрова).

### Кар'єра
У 1992—2005 рр. — актор Академічного Великого драматичного театру ім. Г. О. Товстоногова. 
Найвідоміші фільми: «Бригада», «Гірко!», «Втеча».

## Фільмографія
- 2021 — «Горбоконик»
- 2020 — Тріґґер — Ігор Михайлович, кримінальний бізнесмен
- 2019 — «Гоголь» — Леопольд Бомгарт, лікар-патологоанатом
- 2018 — «Гоголь. Вій» — Леопольд Бомгарт, лікар-патологоанатом
- 2018 — «Лід» — Сєва, тренер
- 2018 — «Гоголь. Страшна помста» — Леопольд Бомгарт, лікар-патологоанатом
- 2017 — «Гоголь. Початок» — Леопольд Бомгарт, лікар-патологоанатом
- 2015 — «Привид» — Гена
- 2015 — «Метод» — Жора, маніяк-таксист
- 2014 — «Будиночок у серці» — Макс
- 2014 — «Військовий кореспондент» — «Майор», командир терористів так званого ДНР
- 2014 — «Гірко! 2» — Борисе Івановичу, вітчим нареченої
- 2014 — «Ялинки 1914» — Олександр Аркадійович
- 2013 — «Гірко!» — Борисе Івановичу, вітчим нареченої
- 2003 — «Вулиці розбитих ліхтарів» — Василь Чуриков
- 2002 — «Бригада» — Артур Веніамінович Лапшин, підприємець, колишній сусід «Пчоли» † (4—6, 14—15 серії)
- 1996 — «Привіт, дурні!» — ріелтор
- 1987 — «Шукаю друга життя» — Гоша

## Заборона на в'їзд в Україну
У 2014 році знявся у російському пропагандистському фільмі виробництва НТВ «Військовий кореспондент» (рос. Военный корреспондент), який присвячений російсько-українській війні 2014 року.
30 грудня 2016 року потрапив до Переліку осіб, які створюють загрозу нацбезпеці України, і йому було заборонено в'їзд в Україну.
У травня 2019 року брав участь в фільмуванні стрічки «Артек. Велика подорож», на території анексованого Криму.